# Peter Cullen
Pour les articles homonymes, voir Cullen.
Peter Cullen est un acteur canadien né le 28 juillet 1941 à Montréal. 
Il est connu pour être l'interprète de Optimus Prime dans la quasi-totalité de ses apparitions depuis la série d'animation Transformers de 1984.

## Biographie

### Jeunesse
Peter Cullen est diplômé de l'École nationale de théâtre en 1963.

### Carrière

#### Optimus Prime
Particulièrement actif dans les voix de personnages, il est notamment connu pour être l'interprète de Optimus Prime dans la quasi-totalité de ses apparitions depuis la série d'animation Transformers de 1984. Il retrouve le personnage dans le film Les Transformers, le film en 1986, qui devait marquer la fin de son implication dans la série. Malgré tout, il revient dans plusieurs épisodes par la suite.
Peter Cullen a basé la voix du personnage sur celle de son frère, un Marine Corps vétéran de la guerre du Vietnam,. Comme il le déclare en 2023 pour le site Collider, Cullen est avec son frère avant de passer son audition pour le rôle. Ce dernier lui déclare alors : « Peter, si tu veux être un héros, sois un vrai héros. Ne sois pas l'un de ces prétendants d'Hollywood, n'y va pas en criant, hurlant et prétendant que tu es un dur à cuire. Sois assez fort pour être doux. »,. Il continue de parler de l'importance de son frère : « C'est pourquoi j'aime faire Prime, parce que ce n'est pas moi, c'est mon frère. Quand [Prime] doit dire des choses que je ne pense pas que Larry dirait, je leur dis. Je dis : « Il ne dirait pas ça, il ne dirait pas ça », et ils me disent : « Qu'est-ce que tu dis ? » Et je réponds : « Non, non, je ne pense pas que Prime dirait ça ! »,.
Il reprend notamment le personnage dans les films Transformers de Michael Bay en 2007 à 2017 ainsi que le film préquel Bumblebee de Travis Knight sorti en 2018, et sa suite Transformers: Rise of the Beasts de Steven Caple Jr. sorti en 2023,.

#### Autres rôles
Peter Cullen fait la vocalisation de King Kong dans le film de 1976 de John Guillermin, ainsi que celle du Predator dans film de 1987 réalisé par John McTiernan,.
Au début des années 1980, il prête sa voix à Mario dans les segments Donkey Kong de la série Saturday Supercade, faisant de l'acteur le premier interprète de la mascotte de Nintendo. 
Il est également la voix de Bourriquet dans la plupart de ses apparition depuis 1988 et la série Les Nouvelles Aventures de Winnie l'ourson.
En 2023 durant l'annuel San Diego Comic-Con, l'acteur est annoncé dans la deuxième saison de la série d'animation Invincible, qui doit débuter en novembre.

#### Hommage
Pour honorer l'ensemble de sa carrière, Peter Cullen reçoit en décembre 2023, à l'âge de 82 ans, le « Lifetime Achievement Award » de la part de la National Academy of Television Arts and Sciences durant la deuxième cérémonie des Children's and Family Emmy Awards (en).

## Filmographie

### Cinéma
- 1970 : Prologue : Allen
- 1971 : Tiki Tiki
- 1976 : King Kong : King Kong (voix, non crédité)
- 1976 : Les Douze Travaux d'Astérix : Bureaucrat on Swing / Iris / Prefect (voix de la version anglaise, non crédité)
- 1982 : Les Malheurs de Heidi : Gruffle (voix)
- 1983 : G.I. Joe : Héros sans frontières : Ramar / Airborne
- 1984 : Gallavants : Antonim (voix)
- 1984 : Gremlins : Mogwai / Gremlins (voix)
- 1984 : Nausicaä de la Vallée du Vent
- 1984 : Rock Aliens : 1359 (voix)
- 1985 : Blondine au pays de l'arc-en-ciel : Murky Dismal / Castle Monster / Glitterbot (voix)
- 1986 : GoBots: Battle of the Rock Lords : Pincher / Tombstone / Stones (voix)
- 1986 : Heathcliff: The Movie
- 1986 : Les Transformers, le film : Optimus Prime / Ironhide (voix)
- 1986 : Mon petit poney, le film  : Grundle / Ahgg (voix)
- 1986 : Sectaurs : Mantor / Skito / Toxid
- 1987 : Predator : le Predator (voix, non crédité)
- 2000 : Les Aventures de Tigrou : Bourriquet (voix)
- 2002 : La Planète au trésor : Un nouvel univers : capitaine Nathaniel Flint (voix, non crédité)
- 2002 : Winnie l'ourson : Bonne Année : Bourriquet (voix)
- 2003 : Les Aventures de Porcinet : Bourriquet (voix)
- 2005 : Winnie l'ourson et l'Éfélant : Bourriquet (voix)
- 2007 : Transformers de Michael Bay : Optimus Prime (voix)
- 2009 : Transformers 2 : La Revanche de Michael Bay : Optimus Prime (voix)
- 2011 : Transformers 3 : La Face cachée de la Lune de Michael Bay : Optimus Prime (voix)
- 2014 : Transformers : L'Âge de l'extinction de Michael Bay : Optimus Prime (voix)
- 2017 : Transformers: The Last Knight de Michael Bay : Optimus Prime (voix)
- 2018 : Bumblebee : Optimus Prime (voix)
- 2023 : Transformers: Rise of the Beasts de Steven Caple Jr. : Optimus Prime (voix)

### Courts-métrages
- 2008 : Ed & Vern's Rock Store
- 2009 : Burden
- 2011 : Transformers: The Ride - 3D

### Télévision

#### Téléfilms
- 1978 : Ringo
- 1982 : Christmas Comes to PacLand : Sour Puss / Santa Claus (voix)
- 1983 : Deck the Halls with Wacky Walls : Big Blue (voix)
- 1984 : My Little Pony : Grundle / Ahgg / Capitaine Crabnasty (voix, non crédité)
- 1984 : Robo Force: The Revenge of Nazgar : Coptor / Vulgar (voix)
- 1986 : G.I. Joe: Arise, Serpentor, Arise! : Zandar (voix)
- 1988 : Mickey's 60th Birthday : Sorcerer (voix)
- 1988 : Rockin' with Judy Jetson : Gruff / Commander Comsat / Bouncer (voix)
- 1988 : Yogi & the Invasion of the Space Bears : Ranger Roubideux (voix)
- 1989 : Chip 'n' Dale's Rescue Rangers to the Rescue : Monterey Jack / Officer Kirby / Officer Muldoon / ... (voix)
- 1989 : Dixie's Diner
- 1989 : Hägar the Horrible : Hägar (voix)
- 1989 : Vytor: The Starfire Champion : Myzor / Chief Eldor (voix)
- 1991 : Winnie l'Ourson: Noël à l'unisson : Bourriquet (voix)
- 1996 : Winnie l'Ourson - Hou! Bouh! et Re-Bouh! : Bourriquet (voix)
- 1999 : Winnie the Pooh: A Valentine for You : Bourriquet (voix)
- 2007 : My Friends Tigger and Pooh - Super Sleuth Christmas Movie : Bourriquet (voix)
- 2010 : Hub Exclusive: G.I. Joe Renegades & Transformers Prime : lui-même - Interviewee
- 2012 : Making of Transformers the Ride 3D : lui-même
- 2013 : Transformers Prime Beast Hunters: Predacons Rising : Optimus Prime (voix)

#### Séries télévisées
- 1967 : The Buddies : Bi Bi Latuque
- 1967 : The Smothers Brothers Comedy Hour : lui-même / annonceur
- 1967-1968 : The Smothers Brothers Comedy Hour : annonceur
- 1970 : Comedy Café
- 1970 : Zut!
- 1971-1972 : The Sonny and Cher Comedy Hour : personnages divers
- 1972-1974 : The Sonny and Cher Comedy Hour : lui-même / personnages divers
- 1974 : The Bobbie Gentry Show : annonceur (non crédité)
- 1974 : The Hudson Brothers Razzle Dazzle Show : lui-même
- 1974 : The Sonny Comedy Revue : lui-même/ personnages divers
- 1975 : Down Home Country : Luke Warm
- 1976 : The Wolfman Jack Show
- 1979 : Scooby-Doo et Scrappy-Doo : voix additionnelles (voix)
- 1979 : The Plastic Man Comedy/Adventure Show : Brandon Brewster / Mighty Man (1979) (voix)
- 1981 : Goldie Gold and Action Jack : voix additionnelles
- 1981 : Kwicky Koala : Bristletooth
- 1981 : Trollkins : voix additionnelles
- 1981-1982 : Spider-Man et ses amis extraordinaires : Crusher Hogan / Hulk / Mysterio
- 1981-1982 : Spider-Man : Red Skull / The Stuntman
- 1982-1984 : K 2000 : K.A.R.R. (voix)
- 1982 : Les Voyages fantomatiques de Scoubidou : Lucky (voix)
- 1982 : Meatballs and Spaghetti
- 1982-1983 : Pac-Man : Sour Puss
- 1982-1983 : The Little Rascals : Officer Ed / Pete the Pup
- 1982-1989 : Les Schtroumpfs : voix additionnelles / Gluttonous / Zues / ...
- 1983 : Monchhichis : Shreeker / Snitchitt / Gonker
- 1983 : Saturday Supercade : Mario
- 1983 : The Biskitts : Scratch / Fang / Dog Foot
- 1983 : The Dukes
- 1983 : The Puppy's Further Adventures : Lucky (1983) (voix)
- 1983-1985 : Le Sourire du dragon : Venger / The Darkling
- 1983-1989 : ABC Weekend Specials : Robert's Father / Yukon 'Yukie' Pete / Earless / ...
- 1984 : Dragon's Lair : Bertram
- 1984 : Les Entrechats : Pop / voix additionnelles
- 1984 : Les Snorky : voix additionnelles
- 1984 : Pink Panther and Sons : voix additionnelles
- 1984 : Mystérieusement vôtre, signé Scoubidou : voix additionnelles
- 1984 : Three's a Crowd : Airline Capitaine / Sports Announcer / TV Actor
- 1984-1985 : Alvin et les Chipmunks
- 1984-1985 : Le Défi des Gobots : Tank / Spoiler / Pincher / ...
- 1984-1985 : Voltron : narrateur / Coran / Hutch / ...
- 1984-1986 : Blondine au pays de l'arc-en-ciel : Murky Dismal / narrateur / Monstromurk / ...
- 1984-1987 : The Transformers : Optimus Prime / Ironhide / Streetwise / ...
- 1985 : Galtar et la Lance d'or : voix additionnelles
- 1985 : Les Jetson : Jupiter Juggernaut
- 1985 : Les Muppet Babies : Additional voices
- 1985 : Les Treize Fantômes de Scooby-Doo : Sandy / Maldor the Malevolent
- 1985 : Robotix : Boltar / Nemesis / Spiro (1985) (voix)
- 1985 : The Super Powers Team: Galactic Guardians : Felix Faust
- 1985-1986 : G.I. Joe : Zandar / Airborne / Mr. C / ...
- 1985-1986 : Greatest Adventure Stories from Bible : Ninevite King / Japheth
- 1986 : Clair de lune
- 1986 : SOS Fantômes : Eddie Spenser Jr. / Brat-A-Rat / Haunter / ...
- 1986 : Jonny Quest : Patch
- 1986 : Mon petit poney : Capitaine Crabnasty
- 1986 : Les Pitous : Capitaine Slaughter / Slaughtar
- 1986 : Rambo : Sergeant Havoc
- 1986-1987 : Foofur : Baby
- 1986-1988 : Les Pierrafeu en culottes courtes : voix additionnelles
- 1987 : The Little Wizards : voix additionnelles
- 1987 : SOS Fantômes : Doctor Destructo / Police Officer
- 1987 : Visionaries: Knights of the Magical Light : Cindarr / Knight / Northalian / ...
- 1987-1988 : Bravestarr : Doctor Wt'sn / Hackman / Doctor Watson
- 1987-1988 : La Bande à Picsou : Admiral Grimitz / Bankjob Beagle / J. Gander Hoover / ...
- 1987-1988 : Sab Rider : narrateur / Ramrod / Nemesis / ...
- 1988 : Dino Riders : Gunner / Antor / Bomba
- 1988 : Tortues Ninja : Les Chevaliers d'écaille : Smash / Park Mugger #1
- 1988 : Superman (en) : The Hunter
- 1988 : Yogi : voix additionnelles
- 1988-1989 : Fantastic Max : voix additionnelles
- 1988-1990 : Les Gummi : Gritty Gummi / Kerwin the Conqueror / Knight
- 1988-1990 : Tic et Tac les rangers du risque : Monterey Jack / Mepps / Officer Kirby / ...
- 1988-1991 : Les Nouvelles Aventures de Winnie l'ourson : Bourriquet / Wooster
- 1989 : Rude Dog and the Dweebs : Winston / Herman (voix)
- 1990 : Super Baloo : Octopus / Walrus Capitaine
- 1990 : The Adventures of Don Coyote and Sancho Panda : voix additionnelles
- 1990-1991 : Widget, the World Watcher : Rooney Kangaroo / Gdunu / Bob the Poacher
- 1990-1992 : Tom & Jerry Kids Show
- 1991 : In Living Color
- 1991-1993 : Le Tourbillon noir : Mantus
- 1993 : Bonkers : Mackey McSlime / Snowman
- 1993 : The Addams Family : Biggis the Barn Kid
- 1994 : Hardball : Fox Announcer
- 1995-1996 : The Savage Dragon : Basher
- 1996 : HBO First Look : narrateur
- 2000 : Places of Mystery : narrateur
- 2001 : I Love 1980's : lui-même
- 2001 : Le Livre de Winnie l'ourson : Bourriquet
- 2001-2002 : Tous en boîte : Bourriquet
- 2004 : Megas XLR : Klaar / Zanzoar
- 2005-2006 : IGPX: Immortal Grand Prix : narrateur
- 2007-2008 : Mes amis Tigrou et Winnie : Bourriquet
- 2009 : Le Retour de K 2000 : K.A.R.R.
- 2010-2013 : Transformers: Prime : Optimus Prime / Orion Pax / Vehicon Trooper #2 / ...
- 2011 : Attack of the Show! : lui-même
- 2011-2016 : Transformers: Rescue Bots - Mission Protection! : Optimus Prime / Scientist
- 2012 : Motorcity : Kainco Scientist
- 2014 : Made in Hollywood : lui-même
- 2014-2017 : Made in Hollywood: Teen Edition : lui-même
- 2015 : AnimeCons TV : lui-même
- 2015-2017 : Transformers Robots in Disguise : Mission secrète : Optimus Prime (22 épisodes)
- 2017 : Docteur La Peluche : Bourriquet (saison 4, épisode 15)
- 2017 : WGN Morning News : lui-même
- 2017-2018 : Transformers: Titans Return (en) : Optimus Prime (3 épisodes)
- 2018 : Power of the Primes (en) : Optimus Prime (saison 1, épisode 10)
- 2019-2020 : Le Destin des Tortues Ninja : Councilor (3 épisodes)
- 2023 : Invincible : Thaedus